# Gare de Rivne
La gare de Rivne (en ukrainien : Рівне) est une gare ferroviaire ukrainienne située dans la ville de Rivne, capitale administrative de l'oblast de Rivne.

## Situation ferroviaire

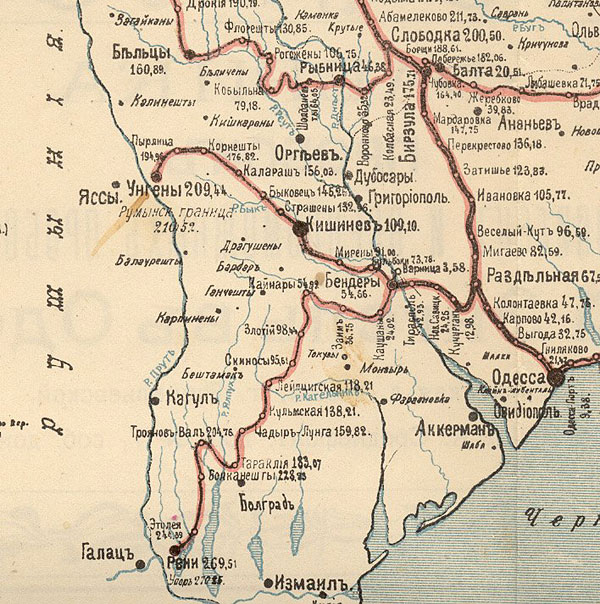
La gare terminus en 1899.

## Histoire

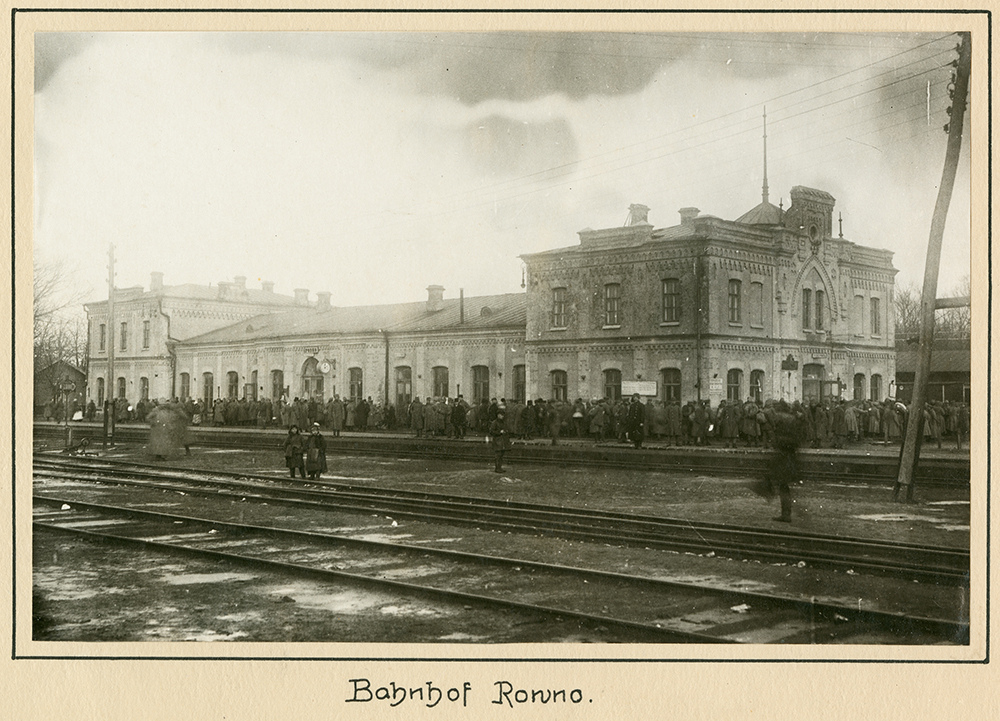
Soldats allemands à la gare, printemps 1918

## Service des voyageurs

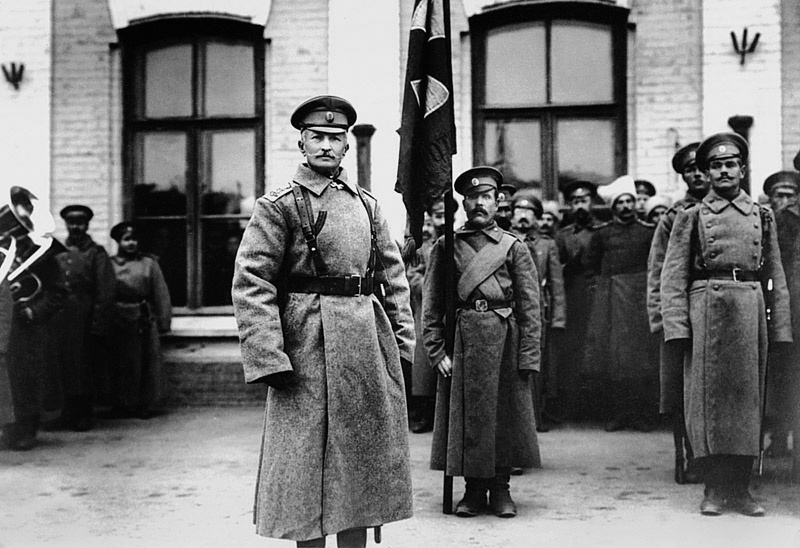
Alexeï Broussilov en 1915 en la gare.